# Vuelta a España 1992

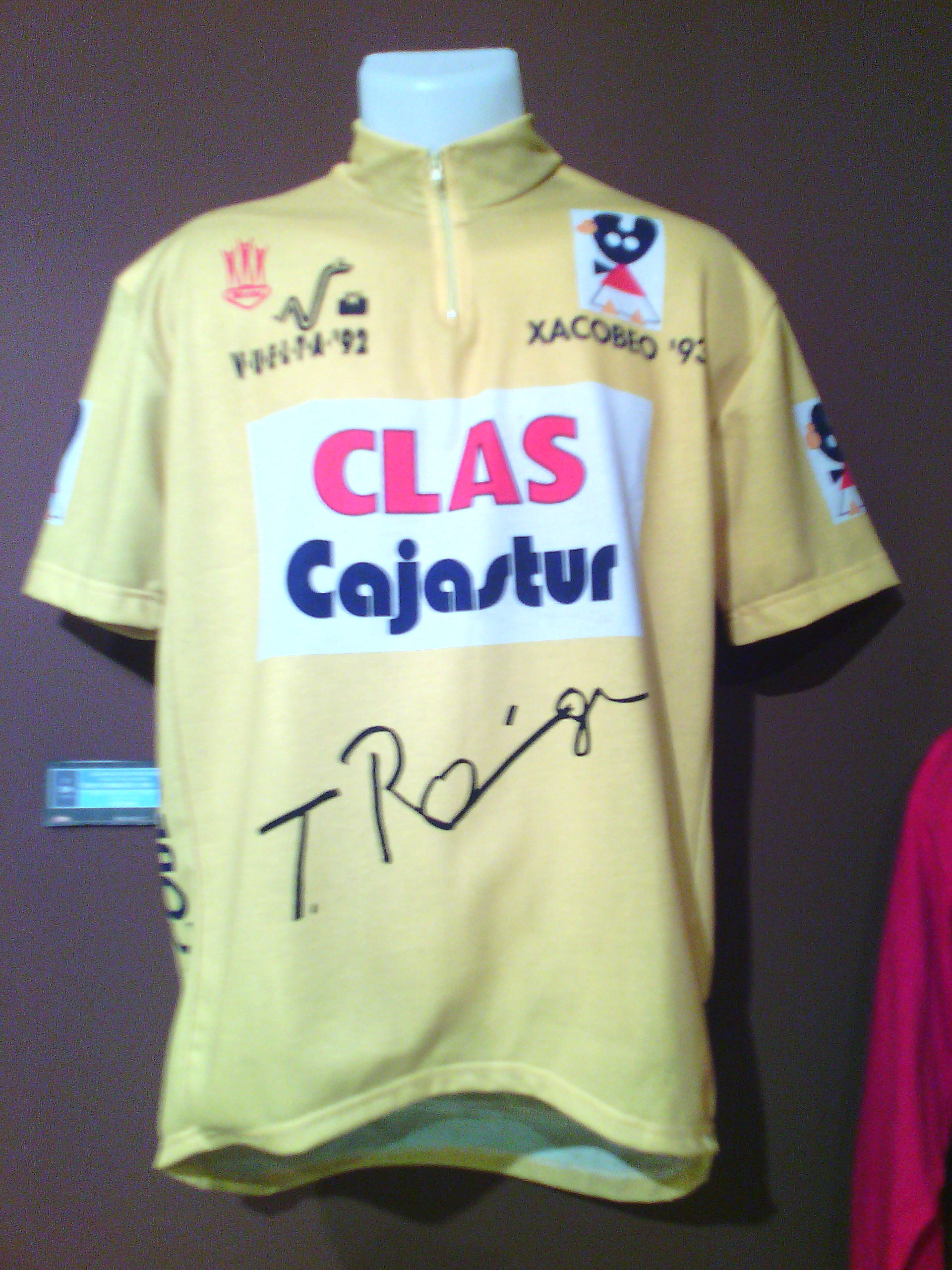
Maillot amarillo firmado por Tony Rominger en el Museo Etnolúdico de Galicia.

La 47.ª edición de la Vuelta a España se disputó del 27 de abril y el 17 de mayo de 1992 entre las localidades de Jerez de la Frontera y Madrid, con un recorrido de 20 etapas, una de ellas doble, y 3395 km, que se recorrieron a una velocidad media de 35,275 km/h.
Entre los corredores que partieron de Jerez de la Frontera, figuraban nombres tan importantes como Erik Breukink, Robert Millar, Steven Rooks o Stephen Roche. Sin embargo, ninguno de ellos pareció llegar en un buen momento de forma, y no rindieron a la altura de su palmarés. Entre los españoles, Melchor Mauri, ganador del año anterior, Pedro Delgado y Laudelino Cubino partían entre los favoritos.
La primera etapa decisiva fue la primera contrarreloj individual, en la que venció el neerlandés Breukink. Aquel día, la gran sorpresa la dio Jesús Montoya, al quedar segundo en la etapa y enfundarse el maillot amarillo. Dos días después, en la etapa con final en Luz Ardiden, en la cual se ascendió, entre otros, el Tourmalet, comenzó a clarificarse qué corredores iban a luchar por la victoria final. La victoria de etapa fue para Cubino, pero fue el suizo Tony Rominger el gran beneficiado, quedando segundo en la etapa y situándose a poco menos de un minuto del líder.
Cubino, que hasta entonces parecía un candidato a la victoria final, perdió mucho tiempo en la etapa con final en los Lagos de Covadonga, en la cual Perico Delgado venció y se situó, así, segundo en la general. Los dos españoles que dominaban la Vuelta, Montoya y Delgado, sometidos a un estrecho marcaje mutuo, no consiguieron aumentar su ventaja en las restantes etapas de montaña con respecto a Rominger. Esto, unido a una magnífica contrarreloj en la antepenúltima etapa, le dio al ciclista suizo su primera Vuelta a España. De nada servirían los intentos de ataque de los españoles en la penúltima etapa, que también ganaría, al final, el corredor suizo. 
Así, Tony Rominger se convertía en el primer suizo en ganar la Vuelta a España, acompañado en el podio de Madrid por Jesús Montoya y Pedro Delgado.

## Etapas
| Etapa | Fecha       | Recorrido                                                | km         | Ganador                             | Líder                |
| 1.ª   | 27 de abril | Jerez de la Frontera                                     | 9,2 (CRI)  | Jelle Nijdam                        | Jelle Nijdam         |
| 2.ª a | 28 de abril | San Fernando-Jerez de la Frontera                        | 135,5      | Djamolidine Abdoujaparov            | Jelle Nijdam         |
| 2. ªb | 28 de abril | Arcos de la Frontera-Jerez de la Frontera                | 32,6 (CRE) | Gatorade-Chateau D'ax               | Pello Ruiz Cabestany |
| 3.ª   | 29 de abril | Jerez de la Frontera-Córdoba                             | 205        | Jean Paul Van Poppel                | Pello Ruiz Cabestany |
| 4.ª   | 30 de abril | Linares-Albacete                                         | 229        | Djamolidine Abdoujaparov            | Pello Ruiz Cabestany |
| 5.ª   | 1 de mayo   | Albacete-Gandía                                          | 213,5      | Jean Paul Van Poppel                | Pello Ruiz Cabestany |
| 6.ª   | 2 de mayo   | Gandía-Benicasim                                         | 202,8      | Edwig Van Hooydonck                 | Pello Ruiz Cabestany |
| 7.ª   | 3 de mayo   | Alquerías del Niño Perdido-Oropesa                       | 49,5 (CRI) | Erik Breukink                       | Jesús Montoya        |
| 8.ª   | 4 de mayo   | Lérida-Pla de Beret                                      | 240,5      | Jon Unzaga                          | Jesús Montoya        |
| 9.ª   | 5 de mayo   | Viella- Luz Ardiden                                      | 144        | Laudelino Cubino                    | Jesús Montoya        |
| 10.ª  | 6 de mayo   | Luz-Saint-Sauveur-Sabiñánigo                             | 196        | Julio César Cadena                  | Jesús Montoya        |
| 11.ª  | 7 de mayo   | Sabiñánigo-Pamplona                                      | 162,9      | Djamolidine Abdoujaparov            | Jesús Montoya        |
| 12.ª  | 8 de mayo   | Pamplona-Burgos                                          | 200,1      | Johan Bruyneel                      | Jesús Montoya        |
| 13.ª  | 9 de mayo   | Burgos-Santander                                         | 178,3      | Roberto Torres                      | Jesús Montoya        |
| 14.ª  | 10 de mayo  | Santander-Lagos de Covadonga                             | 213,4      | Pedro Delgado                       | Jesús Montoya        |
| 15.ª  | 11 de mayo  | Cangas de Onís-Alto del Naranco                          | 163        | Francisco Javier Mauleón            | Jesús Montoya        |
| 16.ª  | 12 de mayo  | Oviedo-León                                              | 162        | Tom Cordes                          | Jesús Montoya        |
| 17.ª  | 13 de mayo  | León-Salamanca                                           | 200,6      | Eric Vanderaerden                   | Jesús Montoya        |
| 18.ª  | 14 de mayo  | Salamanca-Ávila                                          | 218,9      | Enrico Zaina                        | Jesús Montoya        |
| 19.ª  | 15 de mayo  | Fuenlabrada                                              | 37,9 (CRI) | Tony Rominger                       | Tony Rominger        |
| 20.ª  | 16 de mayo  | Collado Villalba- Palazuelos de Eresma (Destilerías Dyc) | 188,3      | Óscar de Jesús Vargas Tony Rominger | Tony Rominger        |
| 21.ª  | 17 de mayo  | Palazuelos de Eresma (Destilerías Dyc)-Madrid            | 175        | Djamolidine Abdoujaparov            | Tony Rominger        |

## Equipos participantes
| Equipo                  | Jefe de filas      |
| ONCE                    | Melchor Mauri      |
| Buckler                 | Steven Rooks       |
| Banesto                 | Pedro Delgado      |
| Carrera Jeans           | Stephen Roche      |
| CLAS - Cajastur         | Tony Rominger      |
| PDM                     | Raúl Alcalá        |
| Amaya Seguros           | Laudelino Cubino   |
| TVM                     | Gert-Jan Theunisse |
| Artiach - Royal Fruco   | Eduardo Chozas     |
| Gatorade - Chateau D'ax | Marco Giovannetti  |
| Seur                    | Piotr Ugrumov      |

| Equipo                   | Jefe de filas           |
| Collstrop                | Jean-Pierre Heynderickx |
| Festina Lotus            | Pascal Richard          |
| GB - MG Maglificio       | Franco Ballerini        |
| Kelme                    | Oliverio Rincón         |
| Puertas Mavisa           | Javier Claramunt        |
| Wigarma                  | Antonio Esparza         |
| Ryalcao Postobón         | Luis Herrera            |
| Sicasal - Acral          | Edgar Corredor          |
| Mercatone Uno - Zucchini | Silvio Martinello       |
| RUSS - Baikal            | Viacheslav Dzhavanián   |

## Clasificaciones
| \| 1. \| Tony Rominger \| Suiza \| CLA \| 96h 14' 50" \| \| \| 2. \| Jesús Montoya \| España \| AMA \| + 1' 04" \| \| \| 3. \| Pedro Delgado \| España \| BAN \| + 1' 42" \| \| \| 4. \| Marco Giovannetti \| Italia \| GAT \| + 5' 19" \| \| \| 5. \| Federico Echave \| España \| CLA \| + 5' 34" \| \| \| 6. \| Laudelino Cubino \| España \| AMA \| + 6' 24" \| \| \| 7. \| Fabio Parra \| Colombia \| AMA \| + 7' 24" \| \| \| 8. \| Raúl Alcalá \| México \| PDM \| + 12' 50" \| \| \| 9. \| Francisco Javier Mauleón \| España \| CLA \| + 15' 44" \| \| \| 10. \| Steven Rooks \| Holanda \| BUC \| + 18' 57" \| \| |                          |          |     |             |  |
| 1. | Tony Rominger            | Suiza    | CLA | 96h 14' 50" |  |
| 2. | Jesús Montoya            | España   | AMA | + 1' 04"    |  |
| 3. | Pedro Delgado            | España   | BAN | + 1' 42"    |  |
| 4. | Marco Giovannetti        | Italia   | GAT | + 5' 19"    |  |
| 5. | Federico Echave          | España   | CLA | + 5' 34"    |  |
| 6. | Laudelino Cubino         | España   | AMA | + 6' 24"    |  |
| 7. | Fabio Parra              | Colombia | AMA | + 7' 24"    |  |
| 8. | Raúl Alcalá              | México   | PDM | + 12' 50"   |  |
| 9. | Francisco Javier Mauleón | España   | CLA | + 15' 44"   |  |
| 10. | Steven Rooks             | Holanda  | BUC | + 18' 57"   |  |

| \| 1. \| Djamolidine Abdoujaparov \| Uzbekistán \| CAR \| 157 puntos \| \| 2. \| Tony Rominger \| Suiza \| CLA \| 137 puntos \| \| 3. \| Jelle Nijdam \| Holanda \| BUC \| 129 puntos \| |                          |            |     |            |
| 1. | Djamolidine Abdoujaparov | Uzbekistán | CAR | 157 puntos |
| 2. | Tony Rominger            | Suiza      | CLA | 137 puntos |
| 3. | Jelle Nijdam             | Holanda    | BUC | 129 puntos |

| \| 1. \| Carlos Hernández \| España \| FES \| 194 puntos \| \| 2. \| Tony Rominger \| Suiza \| CLA \| 148 puntos \| \| 3. \| Julio César Cadena \| Colombia \| KEL \| 116 puntos \| |                    |          |     |            |
| 1. | Carlos Hernández   | España   | FES | 194 puntos |
| 2. | Tony Rominger      | Suiza    | CLA | 148 puntos |
| 3. | Julio César Cadena | Colombia | KEL | 116 puntos |

| \| 1. \| Antonio Esparza \| España \| WIG \| 32 puntos \| |                 |        |     |           |
| 1.                                                        | Antonio Esparza | España | WIG | 32 puntos |

| \| 1. \| Viacheslav Dzhavanián \| Rusia \| RUS \| - \| |                       |       |     |   |
| 1.                                                     | Viacheslav Dzhavanián | Rusia | RUS | - |

| \| 1. \| Arturas Kasputis \| Lituania \| RYA \| 97h 07' 36" \| |                  |          |     |             |
| 1.                                                             | Arturas Kasputis | Lituania | RYA | 97h 07' 36" |

| \| 1. \| Tony Rominger \| Suiza \| CLA \| - \| |               |       |     |   |
| 1.                                             | Tony Rominger | Suiza | CLA | - |

| \| 1. \| Amaya Seguros \| España \| AMA \| 288h 58' 24" \| |               |        |     |              |
| 1.                                                         | Amaya Seguros | España | AMA | 288h 58' 24" |

## Banda sonora
La banda sonora de las transmisiones de TVE fue la canción "No Smoking", de Havana.